# Canada ai Giochi della XXI Olimpiade
Il Canada ospitò le XXI Olimpiadi, che si svolsero a Montréal dal 17 luglio al 1º agosto 1976. La squadra olimpica canadese fu composta da 385 atleti impegnati tutte le 23 discipline in programma. Portabandiera alla cerimonia d'apertura fu l'ottocentista Abby Hoffman, alla sua quarta Olimpiade. Gli atleti canadesi conquistarono in tutto 11 medaglie (5 d'argento e 6 di bronzo), per la maggior parte provenienti dal nuoto. Per la prima volta nella storia delle Olimpiadi il paese ospitante non riuscì ad ottenere nessuna medaglia d'oro.

## Medaglie
| Medaglia | Nome                                                   | Sport            | Evento                       |
| -------- | ------------------------------------------------------ | ---------------- | ---------------------------- |
| Argento  | Greg Joy                                               | Atletica leggera | Salto in alto                |
| Argento  | John Wood                                              | Canoa/kayak      | C1 500 m                     |
| Argento  | Michel Vaillancourt                                    | Equitazione      | Salto ostacoli individuale   |
| Argento  | Cheryl Gibson                                          | Nuoto            | 400 misti                    |
| Argento  | Stephen Pickell Graham Smith Clay Evans Gary MacDonald | Nuoto            | Staffetta 4x100 stile libero |
| Bronzo   | Nancy Garapick                                         | Nuoto            | 100 dorso                    |
| Bronzo   | Nancy Garapick                                         | Nuoto            | 200 dorso                    |
| Bronzo   | Shannon Smith                                          | Nuoto            | 400 stile libero             |
| Bronzo   | Becky Smith                                            | Nuoto            | 400 misti                    |
| Bronzo   | Gail Amundrud Barbara Clark Becky Smith Anne Jardin    | Nuoto            | Staffetta 4x100 stile libero |
| Bronzo   | Wendy Hogg Robin Corsiglia Susan Sloan Anne Jardin     | Nuoto            | Staffetta 4x100 misti        |

### Medaglie per disciplina
| Sport            | Oro | Argento | Bronzo | Totale |
| ---------------- | --- | ------- | ------ | ------ |
| Nuoto            | 0   | 2       | 6      | 8      |
| Atletica leggera | 0   | 1       | 0      | 1      |
| Canoa/kayak      | 0   | 1       | 0      | 1      |
| Equitazione      | 0   | 1       | 0      | 1      |

## Risultati

### Pallacanestro
- Uomini

| Atleta | Classifica |
| --- | ---------- |
| V · D · M Nazionale canadese - Pallacanestro ai Giochi della XXI Olimpiade - Torneo maschile 4 Devlin · 5 Riley · 6 Robinson · 7 Cassidy · 8 Sankey · 9 Sharpe · 10 Hall · 11 Russell · 12 Town · 13 Raffin · 14 Hansen · 15 Tollestrup · All. Jack Donohue | 4°         |
| Nazionale canadese - Pallacanestro ai Giochi della XXI Olimpiade - Torneo maschile |            |
| 4 Devlin · 5 Riley · 6 Robinson · 7 Cassidy · 8 Sankey · 9 Sharpe · 10 Hall · 11 Russell · 12 Town · 13 Raffin · 14 Hansen · 15 Tollestrup · All. Jack Donohue                                                                                              |            |

- Donne

| Atleta | Classifica |
| --- | ---------- |
| V · D · M Nazionale canadese - Pallacanestro ai Giochi della XXI Olimpiade - Torneo femminile 4 Douthwright · 5 Sargent · 6 Hurley · 7 Critelli · 8 Bland · 9 Dufresne · 10 Strike · 11 Sweeney · 12 Turney · 13 Hobin · 14 Johnson · 15 Barnes · All. Brian Heaney | 6°         |
| Nazionale canadese - Pallacanestro ai Giochi della XXI Olimpiade - Torneo femminile |            |
| 4 Douthwright · 5 Sargent · 6 Hurley · 7 Critelli · 8 Bland · 9 Dufresne · 10 Strike · 11 Sweeney · 12 Turney · 13 Hobin · 14 Johnson · 15 Barnes · All. Brian Heaney                                                                                               |            |

### Pallanuoto
| Atleta | Classifica |                   |
| --- | --- | ----------------- |
| V · D · M Nazionale maschile canadese di pallanuoto · Giochi olimpici - Montréal 1976 Leclerc • Csepregi • Hart • Pottier • Turcotte • Barry • Ducharme • Pugliese • Gross • MacLeod • Dion · CT : - | 9° |                   |
| Nazionale maschile canadese di pallanuoto · Giochi olimpici - Montréal 1976 | |                   |
| Leclerc • Csepregi • Hart • Pottier • Turcotte • Barry • Ducharme • Pugliese • Gross • MacLeod • Dion · CT: -                                                                                        | Leclerc • Csepregi • Hart • Pottier • Turcotte • Barry • Ducharme • Pugliese • Gross • MacLeod • Dion · CT: - | Canada (bandiera) |